# Menemerus semilimbatus
Espèce
Menemerus semilimbatus est une espèce d'araignées aranéomorphes de la famille des Salticidae.

## Répartition et habitat
Décrite à partir d'un spécimen collecté à Naples en Italie, cette espèce méditerranéenne est également présente à l'Est de l'Europe. Pour Eugène Simon, c'est l'une des Salticidae les plus communes de Corse. Elle a également été introduite en Argentine, aux États-Unis et au Chili. On peut la trouver sur les pierres exposées au soleil et sur les murs, y compris ceux des maisons.

## Description
Le mâle mesure entre 5,1 et 7,4 mm et la femelle entre 6,5 et 8,4 mm. De couleur brune, le céphalothorax est un peu plus sombre que l'abdomen et porte des bordures latérales blanches et un motif en pointe de flèche également blanc. Le dimorphisme sexuel n'est marqué que par la taille, la présence de bulbes copulateurs chez le mâle et la couleur des pédipalpes, noirs et blancs chez le mâle, intégralement blancs chez la femelle.

## Systématique et taxinomie
L'espèce a été décrite en 1829 par Carl Wilhelm Hahn (1786-1836) sous le protonyme de Attus semilimbatus. Eugène Simon l'a placée dans le genre Menemerus en 1871.
Cette espèce a pour synonymes :
- Attus semilimbatus Hahn, 1829
- Euophrys rosenhaueri Koch, 1856
- Menemerus rosenhaueri (Koch, 1856)

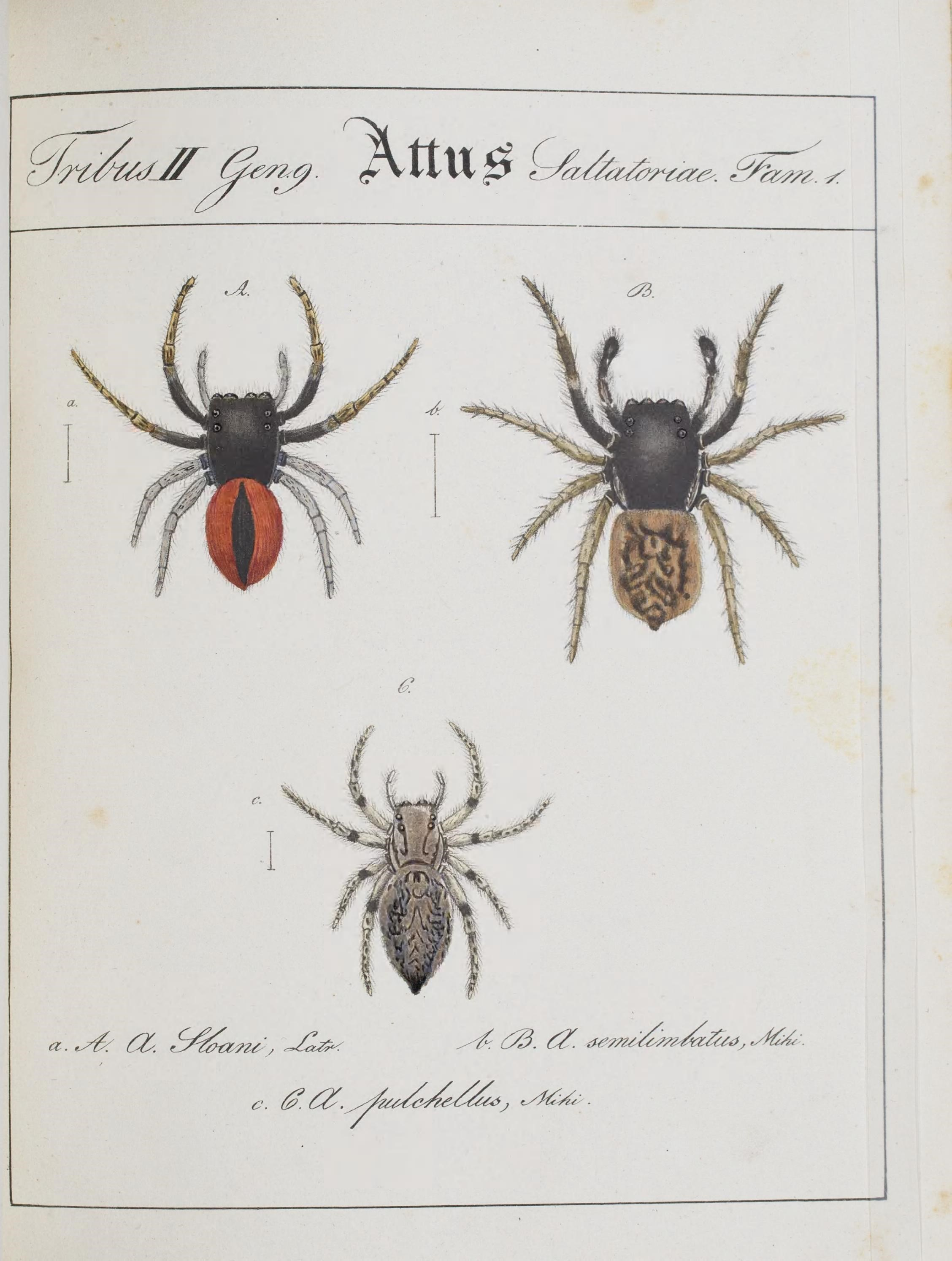
Le genre Attus d'après Carl Wilhelm Hahn dans sa Monographie der Spinnen.

## Publication originale
- Carl Wilhelm Hahn Monographie der Spinnen. Lechner, Nürnberg, Heft 5, 1829, p. 1-2, 4 pls [lire en ligne (page consultée le 1 février 2024)]